# Telquel
Telquel (franz. „wie es ist“) ist ein französischsprachiges, wöchentlich erscheinendes Nachrichtenmagazin in Marokko. Die erste Ausgabe wurde 2002 herausgegeben. 2007 betrug die Auflage ca. 23.000 Exemplare. Verlagsort ist Casablanca, der Herausgeber ist Ahmed Benchemsi. Als Vorbild fungierte das französische Magazin L’Express. Jean-Louis Servan-Schreiber, der Bruder von dessen Gründer Jean-Jacques Servan-Schreiber, ist einer der beiden Hauptaktionäre.
Die politische Linie des Blattes ist säkularistisch und monarchiekritisch. Als eines von wenigen Medien bringt Telquel umstrittene Themen wie Sexualität und Homophobie zur Sprache. Wegen kritischer Berichte und Kommentare wurden mehrfach Ausgaben der Zeitschrift beschlagnahmt.
Seit 2006 besteht das arabischsprachige Pendant Nichane.

## Chefredakteure
- Ahmed Benchemsi (2001 – Dezember 2010)
- Karim Boukhari (Januar 2011 – Januar 2013)
- Fahd Iraqi (Januar 2013 – Mai 2014)
- Abdallah Tourabi (Juni 2014 – heute)